# Корбан, Владимир Иванович
Влади́мир Ива́нович Ко́рбан (бел. Уладзімір Іванавіч Корбан; 12 (25) августа 1910, посёлок Барань, ныне город Оршанского района Витебской области Беларуси — 30 ноября 1971, Минск) — белорусский советский баснописец, сатирик, переводчик. Член Союза писателей СССР с 1948 года. Главный редактор журнала «Вожык» в 1967—1971 годах. Заслуженный деятель культуры Белорусской ССР (1970).

## Биография
Родился в семье рабочего. В 1926 году начал работать токарем на заводе «Красный Октябрь» (бел. «Чырвоны Кастрычнік») в посёлке Барань. В 1930 году, окончив вечернюю школу, получил среднее образование. В 1930—1932 годах работал токарем на Ленинградском судостроительном заводе.
В 1932 году стал членом ВКП(б). В 1932—1934 годах проходил службу в Красной армии. Далее работал председателем завкома завода «Красный Октябрь» в Орше, возглавлял строительный комитет льнокомбината. В 1939 году принимал участие в походе Красной армии в Западную Белоруссию.
Заочно обучался в Минском юридическом институте — окончил два курса.
Участник Великой Отечественной войны. Был командиром стрелковой роты, работал в оперативном отделе штаба дивизии. Принимал участие в боях под Брянском и Орлом, за освобождение Белоруссии, в Восточной Пруссии.
В 1946 году и в 1948—1952 годах снова работал на заводе «Красный Октябрь» в Орше: был главным механиком, начальником цеха, начальником отдела кадров. С конца 1946 года по январь 1948 года работал директором завода в городе Лида.
С 1952 года Корбан работал в белорусском сатирическо-юмористическом журнале «Вожык», в 1967—1971 годах был его главным редактором.
Награждён орденами Трудового Красного Знамени, Отечественной войны второй степени, Красной Звезды, «Знак Почёта» (25.02.1955), медалями.

## Творчество
Первые басни напечатал в белорусской республиканской прессе в 1946 году.
Автор басен, фельетонов, юморесок, шуточных рассказов, вошедших в сборники на белорусском языке:
- «Мы их знаем» (1950),
- «С ветерком» (1957),
- «К тёще на блины» (1963),
- «Не на своём месте» (1965),
- «Демьянова уха» (1970),
- «Влюблённый Морж» (1972).

Также издал несколько сборников стихов и басен для детей:
- «Янка и санки» (1957),
- «О животных и о зверях» (1963),
- «Вчера, сегодня, завтра» (1963),
- «Соседний двор» (1967).

На белорусский язык переводил произведения Ивана Крылова, Леси Украинки и др.
Отдельные произведения Корбана переведены на русский и украинский языки. В переводах на русский язык изданы сборники «Басни» (Ленинград, 1956), «Бригадный кум» (Ленинград, 1962), «Влюблённый Морж» (Москва, 1970). В переводе на украинский язык издан сборник «Тонна попелу» (рус. «Тонна золы»; Киев, 1964). Произведения Корбана также вошли во второй том антологии на украинском языке «Білоруська радянська поезія» (рус. «Белорусская советская поэзия»; Киев, 1971).